# 英根里德
英根里德是德国巴伐利亚州的一个市镇。总面积17.45平方公里，总人口917人，其中男性465人，女性452人（2011年12月31日），人口密度53人/平方公里。